# Mersing
Mersing (en malayo: Mersing) es una localidad del estado de Johor, en Malasia.
Se encuentra a 20 m sobre el nivel del mar. 

## Demografía
Según estimaciones, en 2010 contaba con 21 309 habitantes.